# Foreign Military Financing
Foreign Military Financing (FMF) är ett amerikanskt federalt program som är till för att förmedla bidrag och lån till länder i syfte att köpa krigsmateriel från amerikanska försvarskoncerner, men även diverse försvarstjänster såsom träning av militär personal. Med andra ord så ger den amerikanska staten stora summor till olika länder på villkor att de använder pengarna (eller åtminstone merparten av dem) för att köpa militär utrustning och militära tjänster från USA. Staten subventionerar på så sätt sin egen försvarsindustri, men hjälper också utvalda länder att öka sin militära kapacitet. 
FMF administreras av USA:s försvarsdepartements underavdelning Defense Security Cooperation Agency (DSCA) men vilka länder som får ta del av programmet bestäms av USA:s utrikesminister och dennes utrikesdepartement. Alla begäran verkställs av USA:s försvarsminister.

## Historik
Programmet härrör från ett liknande program Military Assistance Program (MAP) som fanns med i lagen Mutual Defense Assistance Act of 1949. Den drevs igenom av USA:s kongress och signerades av USA:s 33:e president Harry S. Truman (D). År 1990 blev detta program verklighet när MAP sammanslogs med ett annat program.

## Alla kvalificerade länder
De länder som är kvalificerade för att ta del av FMF.
| - Albanien (8 september 2022) - Bosnien och Hercegovina (8 september 2022) - Bulgarien (7 oktober 2022) - Egypten (mars 2022) - Estland (5 oktober 2022) - Georgien (8 september 2022) - Grekland (mars 2022) - Israel (mars 2022) - Jemen (mars 2022) - Jordanien (mars 2022) - Kosovo (8 september 2022) - Kroatien (8 september 2022) - Lettland (7 oktober 2022) - Litauen (8 september 2022) - Marocko (mars 2022) | - Moldavien (8 september 2022) - Montenegro (8 september 2022) - Nordmakedonien (8 september 2022) - Pakistan (mars 2022) - Polen (30 september 2022) - Portugal (mars 2022) - Rumänien (som senast från och med 2021) - Slovakien (8 september 2022) - Slovenien (8 september 2022) - Taiwan (31 augusti 2023) - Tjeckien (8 september 2022) - Tunisien (mars 2022) - Turkiet (mars 2022) - Ukraina (som senast från och med 2021) |

### De länder som får mest
De exakta summorna som olika länder tilldelas varierar. Men Israel och Egypten ligger ofta högt. Som exempel kan nämnas att Israel mottog 1,92 miljarder dollar i FMF år 2000. Egypten mottog 1,3 miljarder dollar. Det land som mottog tredje mest FMF det året var Jordanien som tilldelades 75 miljoner dollar.